# Иб (Сиктивдинський район)
Иб (рос. Ыб) — село у Сиктивдинському районі Республіки Комі, Росія.
Розміщується за 49 км від села Вильгорт та за 56 км від Сиктивкара. Розкинулося на семи пагорбах, в перекладі з комі означає «височина» (рос. возвышенность. Складається з декількох сілець, які розтягнулися вздовж річки Сисоли на 15 км. Офіційно їх 5, неофіційно — 18. Поселення заснували племена чудь, які прийшли сюди у VII—V століттях до нашої ери.
У 2007 році село було кандидатом на звання дива країни в конкурсі «Сім чудес Росії».